# 혼다 다다히로 (1832년)

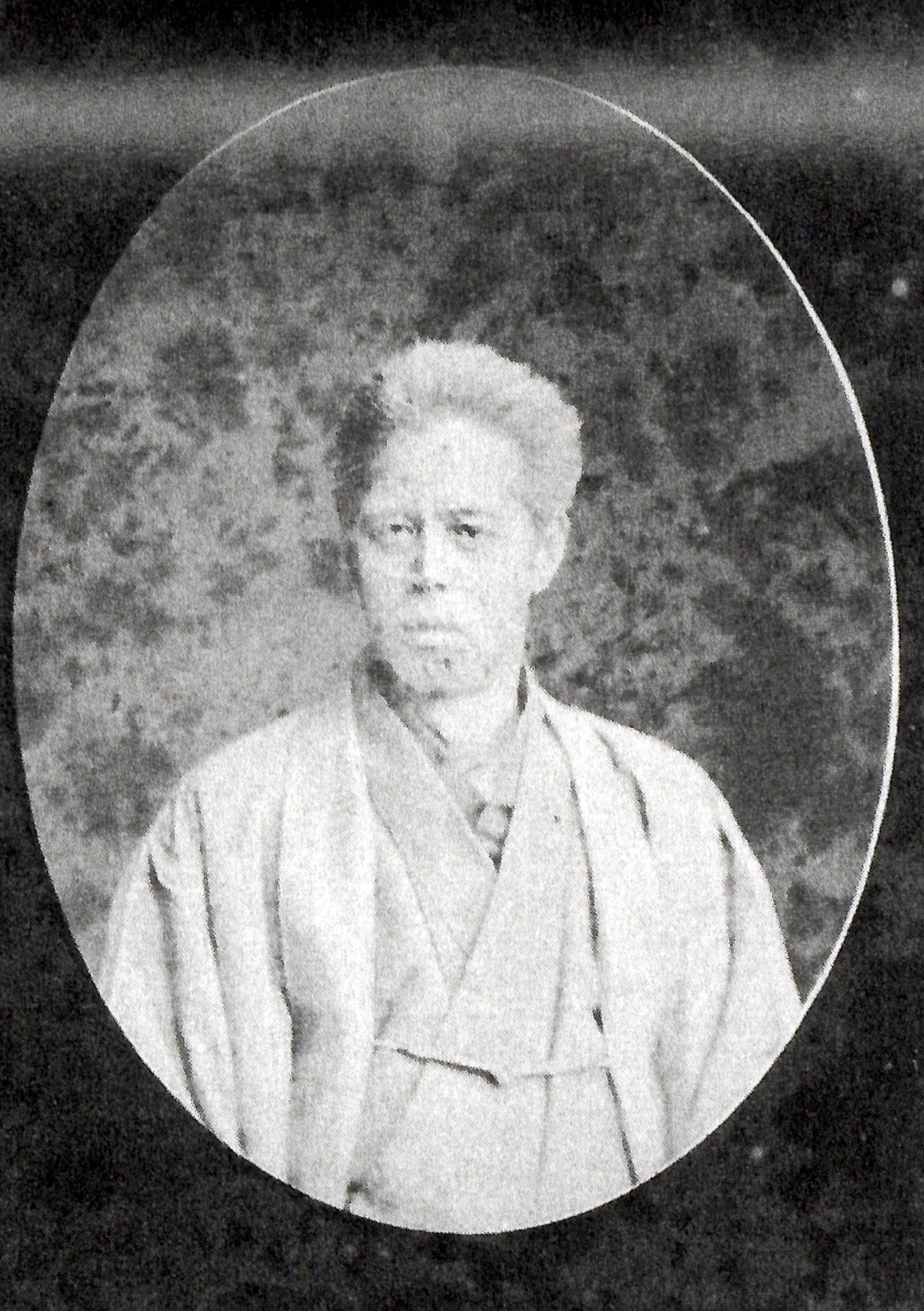
혼다 다다히로

혼다 다다히로(本多忠寛)는 막말의 하타모토, 다이묘이다. 미카와 니시바타 령 제10대 영주, 니시바타 번 초대 번주를 지냈다. 니시바타 번 혼다 히코하치로 가 제10대 당주.
| 전임 혼다 다다오키 | 제10대 니시바타 령 영주 (혼다 히코하치로 가) 1852년 ~ 1864년 | 후임 번으로 승격 |

|  | 제1대 니시바타 번 번주 (혼다 히코하치로 가) 1864년 ~ 1867년 | 후임 혼다 다다유키 |